# Railroad Tycoon (seria)
Railroad Tycoon – seria komputerowych gier ekonomicznych zapoczątkowana w roku 1990 przez MicroProse. Składa się z pięciu gier: Railroad Tycoon (1990), Railroad Tycoon Deluxe (1993), Railroad Tycoon II (1998), Railroad Tycoon 3 (2003) oraz Sid Meier’s Railroads! (2006).
Zadaniem gracza jest zarządzanie firmą zajmującą się transportem towarów i ludzi za pomocą kolei. W tym celu ma on możliwość budowy linii kolejowych, stacji wraz z infrastrukturą oraz zakupu pociągów. Od gracza zależy również liczba dołączonych wagonów i liczba stacji, na których pociąg ma się zatrzymywać.

## Gry z serii

### Sid Meier’s Railroad Tycoon
Jest to pierwsza gra z serii, pozwala na zagranie w czterech scenariuszach umiejscowionych na dwóch kontynentach – amerykańskim oraz europejskim.
Głównym zadaniem jest rozbudowanie sieci kolejowej oraz transport surowców i ludzi między ośrodkami przemysłowymi lub miastami. Podczas rozgrywki gracz zmierzy się z komputerowymi rywalami.
Gracz zaczyna scenariusz posiadając 1 milion dolarów, z czego połowa jest zaciągniętym kredytem. Można zdobyć dodatkową gotówkę emitując obligacje, która w zależności od sytuacji ekonomicznej w grze może wynieść nawet dodatkowe pół miliona dolarów.
W ramach wydania Sid Meier’s Railroads firma 2K Games udostępniła za darmo pełną wersje gry.

### Railroad Tycoon Deluxe
Jest to ulepszona wersja Sid Meier’s Railroad Tycoon wydana w roku 1993. Wersja ta poprawia oprawę muzyczną i wizualną, dodano obsługę wysokiej rozdzielczości oraz dwa nowe scenariusze (Ameryka Południowa i Afryka).

### Railroad Tycoon II
Największą zmianą względem poprzednich części jest zmiana widoku kamery na rzut izometryczny. Gracz ponadto dostaje możliwość wykupienia spółek przeciwnika. Dla urozmaicenia rozgrywki dołączono szereg misji, w których zadaniem gracza jest na przykład połączenie dwóch miast po przeciwnych stronach mapy i przewiezienie tą linią określonej ilości towarów lub ludzi. Część z tych misji została utworzona na podstawie autentycznych wydarzeniach historycznych.
W tej części również znacznie rozbudowano ilość produkowanych towarów, które można przewozić. Kolejnym rozwinięciem serii jest wprowadzenie nowych lokomotyw dostępnych w grze. Mogą one ulec awarii lub zostać permanentnie zniszczone. Każda lokomotywa ma swój własny współczynnik możliwej awarii określony procentowo, który rośnie wraz z wiekiem maszyny.
Do gry został wydany dodatek Second Century wprowadzający nowe scenariusze, towary oraz nowe lokomotywy. W tym rozszerzeniu rozgrywka skupia się na drugiej połowie XX wieku wraz z niedaleką przyszłością.

### Railroad Tycoon 3
Railroad Tycoon 3 wprowadziła serię w świat grafiki 3D. Został również zmieniony model ekonomiczny. W poprzednich częściach na stacjach były dostępne wyłącznie towary dostępne w obszarze zasięgu stacji, a wartość surowca była zależna od odległości transportu. W trzeciej części towary są powoli przewożone po mapie bez konieczności ingerencji gracza. Wartość transportowanego towaru jest zależna między ceną, w której towar został odebrany i ceną sprzedaży. Dzięki temu systemowi jest możliwość przetwarzania surowców przez przemysł bez udziału grającego oraz towar nie musi być odbierany przez pociąg bezpośrednio u źródła.
Inne zmiany to: poczta, pasażerowie i ludzie mają cel przeznaczenia, gracze mogą budować i kupować zakłady przemysłowe, zakłady przemysłowe mają ograniczone możliwości produkcyjne, które można rozwinąć za pomocą modernizacji.
Do gry został stworzony darmowy dodatek Coast to Coast dodający 13 nowych map, 8 pociągów oraz narzędzia pozwalające na samodzielne projektowanie logo oraz malowanie lokomotyw.

### Sid Meier’s Railroads!
Pierwsza gra serii od czasów Sid Meier’s Railroad Tycoon, w której projektantem jest Sid Meier.
Ta gra względem poprzednich części otrzymała dużą ilość ułatwień. Gra sama decyduje o postawieniu mostu lub tunelu. Zniknął również system dynamicznych cen towarów z poprzedniej części.
Gracze w tej części otrzymali dostęp do edytora map i scenariuszy. Można również stworzyć własną lokomotywę, nie tylko jej wygląd zewnętrzny, ale również parametry techniczne.

### Railroad Tycoon: Antologia
Jest to zestaw gier z serii Railroad Tycoon wydany 19 maja 2006 roku przez Cenegę zawierający gry:
- Railroad Tycoon II
- dodatek do Railroad Tycoon II – Second Century
- Railroad Tycoon 3
- dodatek do Railroad Tycoon 3 – Coast to Coast